# Aeroport Internacional de Galeão
L'Aeroport Internacional Antônio Carlos Jobim de Rio de Janeiro (IATA: GIG, OACI: SBGL), més conegut com a Aeroport Internacional de Galeão, és el principal aeroport internacional de la ciutat de Rio de Janeiro. Els noms es deuen al barri on se situa, Galeão, i al músic brasiler Antonio Carlos Jobim (va afegir-se al nom oficial l'any 1999). Està localitzat a l'Illa del Governador, a la zona nord de la ciutat de Rio de Janeiro, aproximadament a 20 km del centre de la ciutat, i s'accedeix per l'Autopista President João Goulart i després per l'avinguda Vinte de Janeiro.